# Nahorany
Nahorany (biał. Нагараны; ros. Нагораны) – wieś na Białorusi, w obwodzie brzeskim, w rejonie żabineckim, w sielsowiecie Żabinka.
W dwudziestoleciu międzywojennym wieś leżała w Polsce, w województwie poleskim, w powiecie kobryńskim.
W miejscowości znajduje się przystanek kolejowy Nahorany, położony na linii Moskwa - Mińsk - Brześć.